# Prodotti agroalimentari tradizionali siciliani
I prodotti agroalimentari tradizionali siciliani riconosciuti dal Ministero delle politiche agricole alimentari e forestali, su proposta della Regione Siciliana pubblicati nell'ultima revisione dell'elenco P.A.T. dell'11 marzo 2025, sono i seguenti:
| N.  | Definizione (dati ufficiali del Ministero delle politiche agricole, alimentari e forestali)                          | Cat.   | Settore                                                                                       | Regione |
| --- | --- | ------ | --------------------------------------------------------------------------------------------- | ------- |
| 1   | Amarena | P.A.T. | Bevande analcoliche, distillati e liquori                                                     | Sicilia |
| 2   | Acquavite di miele iblea                                                                                             | P.A.T. | Bevande analcoliche, distillati e liquori                                                     | Sicilia |
| 3   | Acquavite di vino | P.A.T. | Bevande analcoliche, distillati e liquori                                                     | Sicilia |
| 4   | Liquore al mandarino                                                                                                 | P.A.T. | Bevande analcoliche, distillati e liquori                                                     | Sicilia |
| 5   | Liquore fuoco dell'Etna                                                                                              | P.A.T. | Bevande analcoliche, distillati e liquori                                                     | Sicilia |
| 6   | Rum di Avola | P.A.T. | Bevande analcoliche, distillati e liquori                                                     | Sicilia |
| 7   | Carne fresca di vacca, di pecora, di capra e di maiale                                                               | P.A.T. | Carni (e frattaglie) fresche e loro preparazione                                              | Sicilia |
| 8   | Fegato caiolato - Ficatu ncaiulatu                                                                                   | P.A.T. | Carni (e frattaglie) fresche e loro preparazione                                              | Sicilia |
| 9   | Gelatina di maiale, 'a lijatina                                                                                      | P.A.T. | Carni (e frattaglie) fresche e loro preparazione                                              | Sicilia |
| 10  | Salsiccia di maiale fresca, secca e affumicata, a sausizza                                                           | P.A.T. | Carni (e frattaglie) fresche e loro preparazione                                              | Sicilia |
| 11  | Salsiccia pasqualora                                                                                                 | P.A.T. | Carni (e frattaglie) fresche e loro preparazione                                              | Sicilia |
| 12  | Salsiccia pasqualora partinicese - sasizza pasqualora partinicese                                                    | P.A.T  | Carni (e frattaglie) fresche e loro preparazione                                              | Sicilia |
| 13  | Salsiccione | P.A.T. | Carni (e frattaglie) fresche e loro preparazione                                              | Sicilia |
| 14  | Olio extravergine di oliva                                                                                           | P.A.T. | Grassi                                                                                        | Sicilia |
| 15  | Elioconcentrato | P.A.T. | Condimenti                                                                                    | Sicilia |
| 16  | Sale marino naturale                                                                                                 | P.A.T. | Condimenti                                                                                    | Sicilia |
| 17  | Ainuzzi | P.A.T. | Formaggi                                                                                      | Sicilia |
| 18  | Belicino | P.A.T. | Formaggi                                                                                      | Sicilia |
| 19  | Caci figurati | P.A.T. | Formaggi                                                                                      | Sicilia |
| 20  | Caciocavallo palermitano                                                                                             | P.A.T. | Formaggi                                                                                      | Sicilia |
| 21  | Caciotta degli Elimi                                                                                                 | P.A.T. | Formaggi                                                                                      | Sicilia |
| 22  | Canestrato | P.A.T. | Formaggi                                                                                      | Sicilia |
| 23  | Canestrato vacchino                                                                                                  | P.A.T. | Formaggi                                                                                      | Sicilia |
| 24  | Cofanetto | P.A.T. | Formaggi                                                                                      | Sicilia |
| 25  | Cosacavaḍḍu ibleo | P.A.T. | Formaggi                                                                                      | Sicilia |
| 26  | Ericino | P.A.T. | Formaggi                                                                                      | Sicilia |
| 27  | Formaggio di capra "Paḍḍuni"                                                                                         | P.A.T. | Formaggi                                                                                      | Sicilia |
| 28  | Formaggio di capra siciliana                                                                                         | P.A.T. | Formaggi                                                                                      | Sicilia |
| 29  | Formaggio di Santo Stefano di Quisquina                                                                              | P.A.T. | Formaggi                                                                                      | Sicilia |
| 30  | Maiorchino | P.A.T. | Formaggi                                                                                      | Sicilia |
| 31  | Maiorchino di Novara di Sicilia                                                                                      | P.A.T. | Formaggi                                                                                      | Sicilia |
| 32  | Mozzarella | P.A.T. | Formaggi                                                                                      | Sicilia |
| 33  | Pecorino rosso | P.A.T. | Formaggi                                                                                      | Sicilia |
| 34  | Picurinu: tuma, primosale, secondo sale, stagionato                                                                  | P.A.T. | Formaggi                                                                                      | Sicilia |
| 35  | Piddiato | P.A.T. | Formaggi                                                                                      | Sicilia |
| 36  | Provola | P.A.T. | Formaggi                                                                                      | Sicilia |
| 37  | Provola dei monti Sicani, caciotta                                                                                   | P.A.T. | Formaggi                                                                                      | Sicilia |
| 38  | Provola delle Madonie                                                                                                | P.A.T. | Formaggi                                                                                      | Sicilia |
| 39  | Provola siciliana | P.A.T. | Formaggi                                                                                      | Sicilia |
| 40  | Tumazzu di vacca | P.A.T. | Formaggi                                                                                      | Sicilia |
| 41  | Vastedda palermitana                                                                                                 | P.A.T. | Formaggi                                                                                      | Sicilia |
| 42  | Aglio rosso di Nubia, Aglio di Paceco, Aglio di Trapani                                                              | P.A.T. | Prodotti vegetali allo stato naturale o trasformati                                           | Sicilia |
| 43  | Albicocco di Scillato                                                                                                | P.A.T. | Prodotti vegetali allo stato naturale o trasformati                                           | Sicilia |
| 44  | Alloro | P.A.T. | Prodotti vegetali allo stato naturale o trasformati                                           | Sicilia |
| 45  | Miluni di acqua di Saragusa                                                                                          | P.A.T. | Prodotti vegetali allo stato naturale o trasformati                                           | Sicilia |
| 46  | Arancia biondo di Scillato                                                                                           | P.A.T. | Prodotti vegetali allo stato naturale o trasformati                                           | Sicilia |
| 47  | Bastarduna di Calatafimi                                                                                             | P.A.T. | Prodotti vegetali allo stato naturale o trasformati                                           | Sicilia |
| 48  | Capperi | P.A.T. | Prodotti vegetali allo stato naturale o trasformati                                           | Sicilia |
| 49  | Capperi e cucunci | P.A.T. | Prodotti vegetali allo stato naturale o trasformati                                           | Sicilia |
| 50  | Carciofo spinoso di Palermo o Menfi                                                                                  | P.A.T. | Prodotti vegetali allo stato naturale o trasformati                                           | Sicilia |
| 51  | Carciofo violetto catanese                                                                                           | P.A.T. | Prodotti vegetali allo stato naturale o trasformati                                           | Sicilia |
| 52  | Carduni vruricato di Pioppo                                                                                          | P.A.T. | Prodotti vegetali allo stato naturale o trasformati                                           | Sicilia |
| 53  | Cavolfiore violetto natalino                                                                                         | P.A.T. | Prodotti vegetali allo stato naturale o trasformati                                           | Sicilia |
| 54  | Cavolo broccolo o sparaceḍḍu palermitano                                                                             | P.A.T. | Prodotti vegetali allo stato naturale o trasformati                                           | Sicilia |
| 55  | Cavolo rapa di Acireale "trunzu di Aci"                                                                              | P.A.T. | Prodotti vegetali allo stato naturale o trasformati                                           | Sicilia |
| 56  | Qualuḍḍru, qualeḍḍra'                                                                                                | P.A.T  | Prodotti vegetali allo stato naturale o trasformati                                           | Sicilia |
| 57  | Cece o ciciri | P.A.T. | Prodotti vegetali allo stato naturale o trasformati                                           | Sicilia |
| 58  | Cece rosso di Cianciana                                                                                              | P.A.T. | Prodotti vegetali allo stato naturale o trasformati                                           | Sicilia |
| 59  | Ciliegia mastrantoni                                                                                                 | P.A.T. | Prodotti vegetali allo stato naturale o trasformati                                           | Sicilia |
| 60  | Cipolla di Bisacquino                                                                                                | P.A.T. | Prodotti vegetali allo stato naturale o trasformati                                           | Sicilia |
| 61  | Cipolla di Giarratana                                                                                                | P.A.T. | Prodotti vegetali allo stato naturale o trasformati                                           | Sicilia |
| 62  | Clementine di Monforte San Giorgio                                                                                   | P.A.T  | Prodotti vegetali allo stato naturale o trasformati                                           | Sicilia |
| 63  | Cotognata | P.A.T. | Prodotti vegetali allo stato naturale o trasformati                                           | Sicilia |
| 64  | Fagiolo di Bisacquino                                                                                                | P.A.T. | Prodotti vegetali allo stato naturale o trasformati                                           | Sicilia |
| 65  | Fagiolo di Polizzi                                                                                                   | P.A.T. | Prodotti vegetali allo stato naturale o trasformati                                           | Sicilia |
| 66  | Fava cottola di Modica                                                                                               | P.A.T. | Prodotti vegetali allo stato naturale o trasformati                                           | Sicilia |
| 67  | Fava di Leonforte | P.A.T. | Prodotti vegetali allo stato naturale o trasformati                                           | Sicilia |
| 68  | Favi lezzi di Buccheri                                                                                               | P.A.T  | Prodotti vegetali allo stato naturale o trasformati                                           | Sicilia |
| 69  | Fichi secchi | P.A.T. | Prodotti vegetali allo stato naturale o trasformati                                           | Sicilia |
| 70  | Fichidindia | P.A.T. | Prodotti vegetali allo stato naturale o trasformati                                           | Sicilia |
| 71  | Ficodindia della valle del Belice                                                                                    | P.A.T. | Prodotti vegetali allo stato naturale o trasformati                                           | Sicilia |
| 72  | Ficodindia della valle del Torto, ficu d'Ìnnia                                                                       | P.A.T. | Prodotti vegetali allo stato naturale o trasformati                                           | Sicilia |
| 73  | Fragola e fragolina di Maletto                                                                                       | P.A.T. | Prodotti vegetali allo stato naturale o trasformati                                           | Sicilia |
| 74  | Fragolina di Ribera                                                                                                  | P.A.T. | Prodotti vegetali allo stato naturale o trasformati                                           | Sicilia |
| 75  | Fragolina di Sciacca                                                                                                 | P.A.T. | Prodotti vegetali allo stato naturale o trasformati                                           | Sicilia |
| 76  | Grano duro | P.A.T. | Prodotti vegetali allo stato naturale o trasformati                                           | Sicilia |
| 77  | Kaki di Misilmeri | P.A.T. | Prodotti vegetali allo stato naturale o trasformati                                           | Sicilia |
| 78  | Lenticchia di Ustica                                                                                                 | P.A.T. | Prodotti vegetali allo stato naturale o trasformati                                           | Sicilia |
| 79  | Lenticchia di Villalba                                                                                               | P.A.T. | Prodotti vegetali allo stato naturale o trasformati                                           | Sicilia |
| 80  | Limone della Conca d'Oro                                                                                             | P.A.T. | Prodotti vegetali allo stato naturale o trasformati                                           | Sicilia |
| 81  | Limone in seccagno di Pettineo                                                                                       | P.A.T. | Prodotti vegetali allo stato naturale o trasformati                                           | Sicilia |
| 82  | Limone verdello | P.A.T. | Prodotti vegetali allo stato naturale o trasformati                                           | Sicilia |
| 83  | Mandarino tardivo di Ciaculli                                                                                        | P.A.T. | Prodotti vegetali allo stato naturale o trasformati                                           | Sicilia |
| 84  | Mandorla di Avola | P.A.T. | Prodotti vegetali allo stato naturale o trasformati                                           | Sicilia |
| 85  | Mandorle | P.A.T. | Prodotti vegetali allo stato naturale o trasformati                                           | Sicilia |
| 86  | Manna | P.A.T. | Prodotti vegetali allo stato naturale o trasformati                                           | Sicilia |
| 87  | Marmellata di arance                                                                                                 | P.A.T. | Prodotti vegetali allo stato naturale o trasformati                                           | Sicilia |
| 88  | Marmellata di mele cotogne                                                                                           | P.A.T. | Prodotti vegetali allo stato naturale o trasformati                                           | Sicilia |
| 89  | Marmellata di pere spinelli, pira spineḍḍi                                                                           | P.A.T. | Prodotti vegetali allo stato naturale o trasformati                                           | Sicilia |
| 90  | Mele cola | P.A.T. | Prodotti vegetali allo stato naturale o trasformati                                           | Sicilia |
| 91  | Mele gelate cola | P.A.T. | Prodotti vegetali allo stato naturale o trasformati                                           | Sicilia |
| 92  | Melone invernale giallo "cartucciaru" verde "purceḍḍu"                                                               | P.A.T. | Prodotti vegetali allo stato naturale o trasformati                                           | Sicilia |
| 93  | Melone giallo (cucumis melo var. inodorus), melone giallo di Paceco, melone d'inverno                                | P.A.T. | Prodotti vegetali allo stato naturale o trasformati                                           | Sicilia |
| 94  | Mostarda o mostata                                                                                                   | P.A.T. | Prodotti vegetali allo stato naturale o trasformati                                           | Sicilia |
| 95  | Mostarda essiccata                                                                                                   | P.A.T. | Prodotti vegetali allo stato naturale o trasformati                                           | Sicilia |
| 96  | Nespola di Trabia | P.A.T. | Prodotti vegetali allo stato naturale o trasformati                                           | Sicilia |
| 97  | Nocciole dei Nebrodi                                                                                                 | P.A.T. | Prodotti vegetali allo stato naturale o trasformati                                           | Sicilia |
| 98  | Noce di Motta, "nuci dâ Motta"                                                                                       | P.A.T. | Prodotti vegetali allo stato naturale o trasformati                                           | Sicilia |
| 99  | Oliva a puḍḍasceḍḍa di Buccheri                                                                                      | P.A.T. | Prodotti vegetali allo stato naturale o trasformati                                           | Sicilia |
| 100 | Oliva nebba | P.A.T. | Prodotti vegetali allo stato naturale o trasformati                                           | Sicilia |
| 101 | Oliva nera di Buccheri                                                                                               | P.A.T. | Prodotti vegetali allo stato naturale o trasformati                                           | Sicilia |
| 102 | Oliva nera passuluni                                                                                                 | P.A.T. | Prodotti vegetali allo stato naturale o trasformati                                           | Sicilia |
| 103 | Origano | P.A.T. | Prodotti vegetali allo stato naturale o trasformati                                           | Sicilia |
| 104 | Ovaletto di Calatafimi                                                                                               | P.A.T. | Prodotti vegetali allo stato naturale o trasformati                                           | Sicilia |
| 105 | Patata novella di Messina                                                                                            | P.A.T. | Prodotti vegetali allo stato naturale o trasformati                                           | Sicilia |
| 106 | Patata novella di Siracusa                                                                                           | P.A.T. | Prodotti vegetali allo stato naturale o trasformati                                           | Sicilia |
| 107 | Peperone ceramese u pipi ciramisi                                                                                    | P.A.T. | Prodotti vegetali allo stato naturale o trasformati                                           | Sicilia |
| 108 | Pere butirra d'estate                                                                                                | P.A.T. | Prodotti vegetali allo stato naturale o trasformati                                           | Sicilia |
| 109 | Pere spinelli | P.A.T. | Prodotti vegetali allo stato naturale o trasformati                                           | Sicilia |
| 110 | Pere vucciarduna | P.A.T. | Prodotti vegetali allo stato naturale o trasformati                                           | Sicilia |
| 111 | Pere virgola | P.A.T. | Prodotti vegetali allo stato naturale o trasformati                                           | Sicilia |
| 112 | Pistacchio | P.A.T. | Prodotti vegetali allo stato naturale o trasformati                                           | Sicilia |
| 113 | Pomodoro di Vittoria                                                                                                 | P.A.T. | Prodotti vegetali allo stato naturale o trasformati                                           | Sicilia |
| 114 | Pomodoro faino di Licata detto "buttichieḍḍu"                                                                        | P.A.T. | Prodotti vegetali allo stato naturale o trasformati                                           | Sicilia |
| 115 | Pomodoro siccagnu pizzutellu di Paceco                                                                               | P.A.T. | Prodotti vegetali allo stato naturale o trasformati                                           | Sicilia |
| 116 | Pomodoro secco (chiappa o ciappa)                                                                                    | P.A.T. | Prodotti vegetali allo stato naturale o trasformati                                           | Sicilia |
| 117 | Rosmarino | P.A.T. | Prodotti vegetali allo stato naturale o trasformati                                           | Sicilia |
| 118 | Susina agriḍḍu di cori, agriḍḍi di cori, agriḍḍ' 'i cori                                                             | P.A.T. | Prodotti vegetali allo stato naturale o trasformati                                           | Sicilia |
| 119 | Susina caleca, caleca, pruno caleca                                                                                  | P.A.T. | Prodotti vegetali allo stato naturale o trasformati                                           | Sicilia |
| 120 | Susina della rosa, pruna a rosa, pruno rosa, Santa Rosa                                                              | P.A.T. | Prodotti vegetali allo stato naturale o trasformati                                           | Sicilia |
| 121 | Susina lazzarino, lazzarino, rapparino di Monreale                                                                   | P.A.T. | Prodotti vegetali allo stato naturale o trasformati                                           | Sicilia |
| 122 | Susina pruno di Vruno, pruno di Vruno, pruno vruno                                                                   | P.A.T. | Prodotti vegetali allo stato naturale o trasformati                                           | Sicilia |
| 123 | Susina sanacore tardiva, sanacore tardiva, sanacore câ facciuzza 'rossa                                              | P.A.T. | Prodotti vegetali allo stato naturale o trasformati                                           | Sicilia |
| 124 | Susino sanacore (u prunu di Murriali)                                                                                | P.A.T. | Prodotti vegetali allo stato naturale o trasformati                                           | Sicilia |
| 125 | Tartufo bianchetto di Buccheri - trufolo                                                                             | P.A.T. | Prodotti vegetali allo stato naturale o trasformati                                           | Sicilia |
| 126 | Tartufo scorzone di Buccheri - trufolo                                                                               | P.A.T. | Prodotti vegetali allo stato naturale o trasformati                                           | Sicilia |
| 127 | Zucca virmiciḍḍara o cucuzza virmiciḍḍara                                                                            | P.A.T. | Prodotti vegetali allo stato naturale o trasformati                                           | Sicilia |
| 128 | Zucchina di Misilmeri detta: "friscareḍḍa"                                                                           | P.A.T. | Prodotti vegetali allo stato naturale o trasformati                                           | Sicilia |
| 129 | Amaretti | P.A.T. | Paste fresche e prodotti della panetteria, biscotteria, pasticceria e confetteria             | Sicilia |
| 130 | Biancomangiare | P.A.T. | Paste fresche e prodotti della panetteria, biscotteria, pasticceria e confetteria             | Sicilia |
| 131 | Biscotti a esse | P.A.T. | Paste fresche e prodotti della panetteria, biscotteria, pasticceria e confetteria             | Sicilia |
| 132 | Biscotti al latte | P.A.T. | Paste fresche e prodotti della panetteria, biscotteria, pasticceria e confetteria             | Sicilia |
| 133 | Biscotti bolliti, i viscotta vuḍḍuti                                                                                 | P.A.T. | Paste fresche e prodotti della panetteria, biscotteria, pasticceria e confetteria             | Sicilia |
| 134 | Biscotti di Natale                                                                                                   | P.A.T. | Paste fresche e prodotti della panetteria, biscotteria, pasticceria e confetteria             | Sicilia |
| 135 | Biscotti duri | P.A.T. | Paste fresche e prodotti della panetteria, biscotteria, pasticceria e confetteria             | Sicilia |
| 136 | Biscotto di Monreale (viscottu di Murriali)                                                                          | P.A.T. | Paste fresche e prodotti della panetteria, biscotteria, pasticceria e confetteria             | Sicilia |
| 137 | Biscotti glassati, i viscotta câ liffia o mazziati                                                                   | P.A.T. | Paste fresche e prodotti della panetteria, biscotteria, pasticceria e confetteria             | Sicilia |
| 138 | Bocconetto | P.A.T. | Paste fresche e prodotti della panetteria, biscotteria, pasticceria e confetteria             | Sicilia |
| 139 | Braccialette | P.A.T. | Paste fresche e prodotti della panetteria, biscotteria, pasticceria e confetteria             | Sicilia |
| 140 | Buccellato | P.A.T. | Paste fresche e prodotti della panetteria, biscotteria, pasticceria e confetteria             | Sicilia |
| 141 | Cannillieri | P.A.T. | Paste fresche e prodotti della panetteria, biscotteria, pasticceria e confetteria             | Sicilia |
| 142 | Cannoli | P.A.T. | Paste fresche e prodotti della panetteria, biscotteria, pasticceria e confetteria             | Sicilia |
| 143 | Cannolo alla ricotta, cannolo siciliano                                                                              | P.A.T. | Paste fresche e prodotti della panetteria, biscotteria, pasticceria e confetteria             | Sicilia |
| 144 | Cannolo tradizionale di Piana degli Albanesi e Santa Cristina Gela, kannolli i Horës se Arbëreshëvet e i Sëndastinës | P.A.T. | Paste fresche e prodotti della panetteria, biscotteria, pasticceria e confetteria             | Sicilia |
| 145 | Cassata siciliana | P.A.T. | Paste fresche e prodotti della panetteria, biscotteria, pasticceria e confetteria             | Sicilia |
| 146 | Cassateddi | P.A.T. | Paste fresche e prodotti della panetteria, biscotteria, pasticceria e confetteria             | Sicilia |
| 147 | Cassateddi di Calatafimi                                                                                             | P.A.T. | Paste fresche e prodotti della panetteria, biscotteria, pasticceria e confetteria             | Sicilia |
| 148 | Cassatella di Agira                                                                                                  | P.A.T. | Paste fresche e prodotti della panetteria, biscotteria, pasticceria e confetteria             | Sicilia |
| 149 | Cassatella di ceci, cassatedda di cìciri                                                                             | P.A.T. | Paste fresche e prodotti della panetteria, biscotteria, pasticceria e confetteria             | Sicilia |
| 150 | Ciambella | P.A.T. | Paste fresche e prodotti della panetteria, biscotteria, pasticceria e confetteria             | Sicilia |
| 151 | Ciascuna, mucatuli                                                                                                   | P.A.T. | Paste fresche e prodotti della panetteria, biscotteria, pasticceria e confetteria             | Sicilia |
| 152 | Colombe pasquali, i palummeḍḍi, pastifuorti                                                                          | P.A.T. | Paste fresche e prodotti della panetteria, biscotteria, pasticceria e confetteria             | Sicilia |
| 153 | Cosi duci, Cosi di ficu                                                                                              | P.A.T. | Paste fresche e prodotti della panetteria, biscotteria, pasticceria e confetteria             | Sicilia |
| 154 | Crispeddi di risu | P.A.T. | Paste fresche e prodotti della panetteria, biscotteria, pasticceria e confetteria             | Sicilia |
| 155 | Crispelle, crispeddi                                                                                                 | P.A.T. | Paste fresche e prodotti della panetteria, biscotteria, pasticceria e confetteria             | Sicilia |
| 156 | Cubaita di Racalmuto                                                                                                 | P.A.T. | Paste fresche e prodotti della panetteria, biscotteria, pasticceria e confetteria             | Sicilia |
| 157 | Cucchitella di Sciacca                                                                                               | P.A.T. | Paste fresche e prodotti della panetteria, biscotteria, pasticceria e confetteria             | Sicilia |
| 158 | Cuccìa | P.A.T. | Paste fresche e prodotti della panetteria, biscotteria, pasticceria e confetteria             | Sicilia |
| 159 | Cucciddata | P.A.T. | Paste fresche e prodotti della panetteria, biscotteria, pasticceria e confetteria             | Sicilia |
| 160 | Cucciddati di Calatafimi                                                                                             | P.A.T. | Paste fresche e prodotti della panetteria, biscotteria, pasticceria e confetteria             | Sicilia |
| 161 | Cucuzzata | P.A.T. | Paste fresche e prodotti della panetteria, biscotteria, pasticceria e confetteria             | Sicilia |
| 162 | Cuddriredda | P.A.T. | Paste fresche e prodotti della panetteria, biscotteria, pasticceria e confetteria             | Sicilia |
| 163 | Cuddriruni | P.A.T. | Paste fresche e prodotti della panetteria, biscotteria, pasticceria e confetteria             | Sicilia |
| 164 | Cuddriruni duci | P.A.T. | Paste fresche e prodotti della panetteria, biscotteria, pasticceria e confetteria             | Sicilia |
| 165 | Cuddureddi | P.A.T. | Paste fresche e prodotti della panetteria, biscotteria, pasticceria e confetteria             | Sicilia |
| 166 | Cudduruni di Buccheri                                                                                                | P.A.T. | Paste fresche e prodotti della panetteria, biscotteria, pasticceria e confetteria             | Sicilia |
| 167 | Cuffitelle | P.A.T. | Paste fresche e prodotti della panetteria, biscotteria, pasticceria e confetteria             | Sicilia |
| 168 | Duci di tibbi | P.A.T. | Paste fresche e prodotti della panetteria, biscotteria, pasticceria e confetteria             | Sicilia |
| 169 | Facciuni di Santa Chiara                                                                                             | P.A.T. | Paste fresche e prodotti della panetteria, biscotteria, pasticceria e confetteria             | Sicilia |
| 170 | Fasciatelle | P.A.T. | Paste fresche e prodotti della panetteria, biscotteria, pasticceria e confetteria             | Sicilia |
| 171 | Focaccia scaccia di Modica                                                                                           | P.A.T. | Paste fresche e prodotti della panetteria, biscotteria, pasticceria e confetteria             | Sicilia |
| 172 | Funciddi di Buccheri                                                                                                 | P.A.T. | Paste fresche e prodotti della panetteria, biscotteria, pasticceria e confetteria             | Sicilia |
| 173 | Frutti di Martorana                                                                                                  | P.A.T. | Paste fresche e prodotti della panetteria, biscotteria, pasticceria e confetteria             | Sicilia |
| 174 | Gadduzzi | P.A.T. | Paste fresche e prodotti della panetteria, biscotteria, pasticceria e confetteria             | Sicilia |
| 175 | Gelo di melone | P.A.T. | Paste fresche e prodotti della panetteria, biscotteria, pasticceria e confetteria             | Sicilia |
| 176 | Granita di gelsi neri                                                                                                | P.A.T. | Paste fresche e prodotti della panetteria, biscotteria, pasticceria e confetteria             | Sicilia |
| 177 | Granita di limone | P.A.T. | Paste fresche e prodotti della panetteria, biscotteria, pasticceria e confetteria             | Sicilia |
| 178 | Granita di mandorla                                                                                                  | P.A.T. | Paste fresche e prodotti della panetteria, biscotteria, pasticceria e confetteria             | Sicilia |
| 179 | Guammelle | P.A.T. | Paste fresche e prodotti della panetteria, biscotteria, pasticceria e confetteria             | Sicilia |
| 180 | Guastedda o facci 'i vecchia                                                                                         | P.A.T. | Paste fresche e prodotti della panetteria, biscotteria, pasticceria e confetteria             | Sicilia |
| 181 | Giuggiulena o cubbiàta                                                                                               | P.A.T. | Paste fresche e prodotti della panetteria, biscotteria, pasticceria e confetteria             | Sicilia |
| 182 | Mandorlato (biscotto riccio)                                                                                         | P.A.T. | Paste fresche e prodotti della panetteria, biscotteria, pasticceria e confetteria             | Sicilia |
| 183 | Mastazzola | P.A.T. | Paste fresche e prodotti della panetteria, biscotteria, pasticceria e confetteria             | Sicilia |
| 184 | Minna di Vìrgini | P.A.T. | Paste fresche e prodotti della panetteria, biscotteria, pasticceria e confetteria             | Sicilia |
| 185 | Mmugliulati | P.A.T. | Paste fresche e prodotti della panetteria, biscotteria, pasticceria e confetteria             | Sicilia |
| 186 | Ncannellate | P.A.T. | Paste fresche e prodotti della panetteria, biscotteria, pasticceria e confetteria             | Sicilia |
| 187 | Nfasciateddi | P.A.T. | Paste fresche e prodotti della panetteria, biscotteria, pasticceria e confetteria             | Sicilia |
| 188 | Nfasciateddi di Agira                                                                                                | P.A.T. | Paste fresche e prodotti della panetteria, biscotteria, pasticceria e confetteria             | Sicilia |
| 189 | Nfasciateddi di Troina                                                                                               | P.A.T. | Paste fresche e prodotti della panetteria, biscotteria, pasticceria e confetteria             | Sicilia |
| 190 | Nfrigghiulata | P.A.T. | Paste fresche e prodotti della panetteria, biscotteria, pasticceria e confetteria             | Sicilia |
| 191 | Nucàtuli | P.A.T. | Paste fresche e prodotti della panetteria, biscotteria, pasticceria e confetteria             | Sicilia |
| 192 | Ossa di morto | P.A.T. | Paste fresche e prodotti della panetteria, biscotteria, pasticceria e confetteria             | Sicilia |
| 193 | Pagnotta alla disgraziata                                                                                            | P.A.T. | Paste fresche e prodotti della panetteria, biscotteria, pasticceria e confetteria             | Sicilia |
| 194 | Pane a lievitazione naturale (pani cû criscenti)                                                                     | P.A.T. | Paste fresche e prodotti della panetteria, biscotteria, pasticceria e confetteria             | Sicilia |
| 195 | Pane della Contea a pasta dura                                                                                       | P.A.T. | Paste fresche e prodotti della panetteria, biscotteria, pasticceria e confetteria             | Sicilia |
| 196 | Pane di casa, u pani 'i casa                                                                                         | P.A.T. | Paste fresche e prodotti della panetteria, biscotteria, pasticceria e confetteria             | Sicilia |
| 197 | Pane di Monreale (u pani di Murriali)                                                                                | P.A.T. | Paste fresche e prodotti della panetteria, biscotteria, pasticceria e confetteria             | Sicilia |
| 198 | Pane di San Giuseppe                                                                                                 | P.A.T. | Paste fresche e prodotti della panetteria, biscotteria, pasticceria e confetteria             | Sicilia |
| 199 | Pane votivo, a cuddura di San Paulu                                                                                  | P.A.T. | Paste fresche e prodotti della panetteria, biscotteria, pasticceria e confetteria             | Sicilia |
| 200 | Panzerotti | P.A.T. | Paste fresche e prodotti della panetteria, biscotteria, pasticceria e confetteria             | Sicilia |
| 201 | Papareddi | P.A.T. | Paste fresche e prodotti della panetteria, biscotteria, pasticceria e confetteria             | Sicilia |
| 202 | Pasta alla crema di latte                                                                                            | P.A.T. | Paste fresche e prodotti della panetteria, biscotteria, pasticceria e confetteria             | Sicilia |
| 203 | Pasta di mandorle | P.A.T. | Paste fresche e prodotti della panetteria, biscotteria, pasticceria e confetteria             | Sicilia |
| 204 | Pasta di nocciola | P.A.T. | Paste fresche e prodotti della panetteria, biscotteria, pasticceria e confetteria             | Sicilia |
| 205 | Pasta reale di Erice                                                                                                 | P.A.T. | Paste fresche e prodotti della panetteria, biscotteria, pasticceria e confetteria             | Sicilia |
| 206 | Pasta reale di Tortorici                                                                                             | P.A.T. | Paste fresche e prodotti della panetteria, biscotteria, pasticceria e confetteria             | Sicilia |
| 207 | Petrafennula | P.A.T. | Paste fresche e prodotti della panetteria, biscotteria, pasticceria e confetteria             | Sicilia |
| 208 | Pignoccata o pagnuccata                                                                                              | P.A.T. | Paste fresche e prodotti della panetteria, biscotteria, pasticceria e confetteria             | Sicilia |
| 209 | Pignolata di Messina                                                                                                 | P.A.T. | Paste fresche e prodotti della panetteria, biscotteria, pasticceria e confetteria             | Sicilia |
| 210 | Piparelle | P.A.T. | Paste fresche e prodotti della panetteria, biscotteria, pasticceria e confetteria             | Sicilia |
| 211 | Pizzarruna | P.A.T. | Paste fresche e prodotti della panetteria, biscotteria, pasticceria e confetteria             | Sicilia |
| 212 | Pupi cull'ova | P.A.T. | Paste fresche e prodotti della panetteria, biscotteria, pasticceria e confetteria             | Sicilia |
| 213 | Pupi di zucchero | P.A.T. | Paste fresche e prodotti della panetteria, biscotteria, pasticceria e confetteria             | Sicilia |
| 214 | Salame turco | P.A.T. | Paste fresche e prodotti della panetteria, biscotteria, pasticceria e confetteria             | Sicilia |
| 215 | Savoiarde | P.A.T. | Paste fresche e prodotti della panetteria, biscotteria, pasticceria e confetteria             | Sicilia |
| 216 | Scacciata | P.A.T. | Paste fresche e prodotti della panetteria, biscotteria, pasticceria e confetteria             | Sicilia |
| 217 | Scursunera | P.A.T. | Paste fresche e prodotti della panetteria, biscotteria, pasticceria e confetteria             | Sicilia |
| 218 | Sfincia di San Giuseppe                                                                                              | P.A.T. | Paste fresche e prodotti della panetteria, biscotteria, pasticceria e confetteria             | Sicilia |
| 219 | Sfincione | P.A.T. | Paste fresche e prodotti della panetteria, biscotteria, pasticceria e confetteria             | Sicilia |
| 220 | Sfoglio (sfogghiu)                                                                                                   | P.A.T. | Paste fresche e prodotti della panetteria, biscotteria, pasticceria e confetteria             | Sicilia |
| 221 | Squartucciatu | P.A.T. | Paste fresche e prodotti della panetteria, biscotteria, pasticceria e confetteria             | Sicilia |
| 222 | Taralli | P.A.T. | Paste fresche e prodotti della panetteria, biscotteria, pasticceria e confetteria             | Sicilia |
| 223 | Taralli di Racalmuto                                                                                                 | P.A.T. | Paste fresche e prodotti della panetteria, biscotteria, pasticceria e confetteria             | Sicilia |
| 224 | Testa di turco | P.A.T. | Paste fresche e prodotti della panetteria, biscotteria, pasticceria e confetteria             | Sicilia |
| 225 | Torrone di Caltanissetta, turruni                                                                                    | P.A.T. | Paste fresche e prodotti della panetteria, biscotteria, pasticceria e confetteria             | Sicilia |
| 226 | Vasteḍḍa cû sammucu, Vasteḍḍa nfigghiulata                                                                           | P.A.T. | Paste fresche e prodotti della panetteria, biscotteria, pasticceria e confetteria             | Sicilia |
| 227 | Vasteḍḍa frijuta | P.A.T. | Paste fresche e prodotti della panetteria, biscotteria, pasticceria e confetteria             | Sicilia |
| 228 | Vucciddati di mènnuli                                                                                                | P.A.T. | Paste fresche e prodotti della panetteria, biscotteria, pasticceria e confetteria             | Sicilia |
| 229 | Arancini di riso | P.A.T. | Prodotti della gastronomia                                                                    | Sicilia |
| 230 | Baḍḍuzzi di risu | P.A.T. | Prodotti della gastronomia                                                                    | Sicilia |
| 231 | Busiati col pesto alla trapanese                                                                                     | P.A.T. | Prodotti della gastronomia                                                                    | Sicilia |
| 232 | Caciu all'argintera                                                                                                  | P.A.T. | Prodotti della gastronomia                                                                    | Sicilia |
| 233 | Caponata di melanzane                                                                                                | P.A.T. | Prodotti della gastronomia                                                                    | Sicilia |
| 234 | Cardi in pastella | P.A.T. | Prodotti della gastronomia                                                                    | Sicilia |
| 235 | Cavate | P.A.T. | Prodotti della gastronomia                                                                    | Sicilia |
| 236 | Coḍḍa chî sardi | P.A.T. | Prodotti della gastronomia                                                                    | Sicilia |
| 237 | Crespelle | P.A.T. | Prodotti della gastronomia                                                                    | Sicilia |
| 238 | Crocchè | P.A.T. | Prodotti della gastronomia                                                                    | Sicilia |
| 239 | Cuscus di pesce | P.A.T. | Prodotti della gastronomia                                                                    | Sicilia |
| 240 | Focaccia al sambuco                                                                                                  | P.A.T. | Prodotti della gastronomia                                                                    | Sicilia |
| 241 | Focaccia messinese                                                                                                   | P.A.T. | Prodotti della gastronomia                                                                    | Sicilia |
| 242 | Frascatula | P.A.T. | Prodotti della gastronomia                                                                    | Sicilia |
| 243 | Gidata | P.A.T. | Prodotti della gastronomia                                                                    | Sicilia |
| 244 | Iris | P.A.T. | Prodotti della gastronomia                                                                    | Sicilia |
| 245 | Maccarruna | P.A.T. | Prodotti della gastronomia                                                                    | Sicilia |
| 246 | Maccu di favi | P.A.T. | Prodotti della gastronomia                                                                    | Sicilia |
| 247 | Maccu di granu | P.A.T. | Prodotti della gastronomia                                                                    | Sicilia |
| 248 | Malateḍḍi | P.A.T. | Prodotti della gastronomia                                                                    | Sicilia |
| 249 | Mbriulata di Milena                                                                                                  | P.A.T. | Prodotti della gastronomia                                                                    | Sicilia |
| 250 | Mpignulati | P.A.T. | Prodotti della gastronomia                                                                    | Sicilia |
| 251 | Nfigghiulata | P.A.T. | Prodotti della gastronomia                                                                    | Sicilia |
| 252 | Paḍḍucculi di carni                                                                                                  | P.A.T. | Prodotti della gastronomia                                                                    | Sicilia |
| 253 | Pane cotto | P.A.T. | Prodotti della gastronomia                                                                    | Sicilia |
| 254 | Panelle | P.A.T. | Prodotti della gastronomia                                                                    | Sicilia |
| 255 | Pani chî pipi | P.A.T. | Prodotti della gastronomia                                                                    | Sicilia |
| 256 | Pani frijutu cu l'ovu                                                                                                | P.A.T. | Prodotti della gastronomia                                                                    | Sicilia |
| 257 | Parmigiana di melanzane                                                                                              | P.A.T. | Prodotti della gastronomia                                                                    | Sicilia |
| 258 | Pasta câ muḍḍica | P.A.T. | Prodotti della gastronomia                                                                    | Sicilia |
| 259 | Pasta chî sardi | P.A.T. | Prodotti della gastronomia                                                                    | Sicilia |
| 260 | Pasta che vròcculi arriminati                                                                                        | P.A.T. | Prodotti della gastronomia                                                                    | Sicilia |
| 261 | Pitone o pitone messinese fritto                                                                                     | P.A.T. | Prodotti della gastronomia                                                                    | Sicilia |
| 262 | Polpette di creta | P.A.T. | Prodotti della gastronomia                                                                    | Sicilia |
| 263 | Sarde a beccaficu | P.A.T. | Prodotti della gastronomia                                                                    | Sicilia |
| 264 | Stigghiola | P.A.T. | Prodotti della gastronomia                                                                    | Sicilia |
| 265 | Tàgano aragonese | P.A.T. | Prodotti della gastronomia                                                                    | Sicilia |
| 266 | Vino cotto e mustazzoli                                                                                              | P.A.T. | Prodotti della gastronomia                                                                    | Sicilia |
| 267 | Pitaggio - u pitaggiu                                                                                                | P.A.T. | Prodotti della gastronomia                                                                    | Sicilia |
| 268 | Zuzzu | P.A.T. | Prodotti della gastronomia                                                                    | Sicilia |
| 269 | Alice sotto sale, acciuga sotto sale, anciòva sutta sali                                                             | P.A.T. | Preparazione di pesci, molluschi e crostacei                                                  | Sicilia |
| 270 | Bottarga, uovo di tonno                                                                                              | P.A.T. | Preparazione di pesci, molluschi e crostacei                                                  | Sicilia |
| 271 | Bottarga, uovo di tonno di Capo San Vito, uovo di tonno santovitaro                                                  | P.A.T. | Preparazione di pesci, molluschi e crostacei                                                  | Sicilia |
| 272 | Gambero rosso, gammaru/jàmmaru russu, gammaruni/jammaruni                                                            | P.A.T. | Preparazione di pesci, molluschi e crostacei                                                  | Sicilia |
| 273 | Lattume di tonno salato, lattume di tonno sotto sale, lattumi di tunnu salatu, lattumi di tunnu sutta sali           | P.A.T. | Preparazione di pesci, molluschi e crostacei                                                  | Sicilia |
| 274 | Pesce azzurro sott'olio di Lampedusa                                                                                 | P.A.T. | Preparazione di pesci, molluschi e crostacei                                                  | Sicilia |
| 275 | Menola salata, menole salate, ritùnnu salàtu, ritùnni salàti                                                         | P.A.T. | Preparazione di pesci, molluschi e crostacei                                                  | Sicilia |
| 276 | Salame di tonno, ficazza di tùnnu                                                                                    | P.A.T  | Preparazione di pesci, molluschi e crostacei                                                  | Sicilia |
| 277 | Sardina salata, sardina sotto sale, sarda salata, sarda sutta sali                                                   | P.A.T  | Preparazione di pesci, molluschi e crostacei                                                  | Sicilia |
| 278 | Tonno di tonnara | P.A.T. | Preparazione di pesci, molluschi e crostacei                                                  | Sicilia |
| 279 | Vaccareḍḍi (chiocciole)                                                                                              | P.A.T. | Preparazione di pesci, molluschi e crostacei                                                  | Sicilia |
| 280 | Miele delle Egadi | P.A.T. | Prodotti di origine animale (miele, prodotti lattiero caseari di vario tipo escluso il burro) | Sicilia |
| 281 | Miele delle Madonie                                                                                                  | P.A.T. | Prodotti di origine animale (miele, prodotti lattiero caseari di vario tipo escluso il burro) | Sicilia |
| 282 | Miele di acacia, di timo, di carrubo                                                                                 | P.A.T. | Prodotti di origine animale (miele, prodotti lattiero caseari di vario tipo escluso il burro) | Sicilia |
| 283 | Miele di timo, di agrumi, di cardo, di eucalyptus, di carrubo                                                        | P.A.T. | Prodotti di origine animale (miele, prodotti lattiero caseari di vario tipo escluso il burro) | Sicilia |
| 284 | Miele di Trapani | P.A.T. | Prodotti di origine animale (miele, prodotti lattiero caseari di vario tipo escluso il burro) | Sicilia |
| 285 | Miele ibleo | P.A.T. | Prodotti di origine animale (miele, prodotti lattiero caseari di vario tipo escluso il burro) | Sicilia |
| 286 | Miele millefiori | P.A.T. | Prodotti di origine animale (miele, prodotti lattiero caseari di vario tipo escluso il burro) | Sicilia |
| 287 | Miele della provincia di Agrigento                                                                                   | P.A.T. | Prodotti di origine animale (miele, prodotti lattiero caseari di vario tipo escluso il burro) | Sicilia |
| 288 | Ricotta di pecora | P.A.T. | Prodotti di origine animale (miele, prodotti lattiero caseari di vario tipo escluso il burro) | Sicilia |
| 289 | Ricotta di vacca | P.A.T. | Prodotti di origine animale (miele, prodotti lattiero caseari di vario tipo escluso il burro) | Sicilia |
| 290 | Ricotta iblea | P.A.T. | Prodotti di origine animale (miele, prodotti lattiero caseari di vario tipo escluso il burro) | Sicilia |
| 291 | Ricotta infornata | P.A.T. | Prodotti di origine animale (miele, prodotti lattiero caseari di vario tipo escluso il burro) | Sicilia |
| 292 | Ricotta mista | P.A.T. | Prodotti di origine animale (miele, prodotti lattiero caseari di vario tipo escluso il burro) | Sicilia |
| 293 | Ricotta salata | P.A.T. | Prodotti di origine animale (miele, prodotti lattiero caseari di vario tipo escluso il burro) | Sicilia |